# Huis Rijnoord

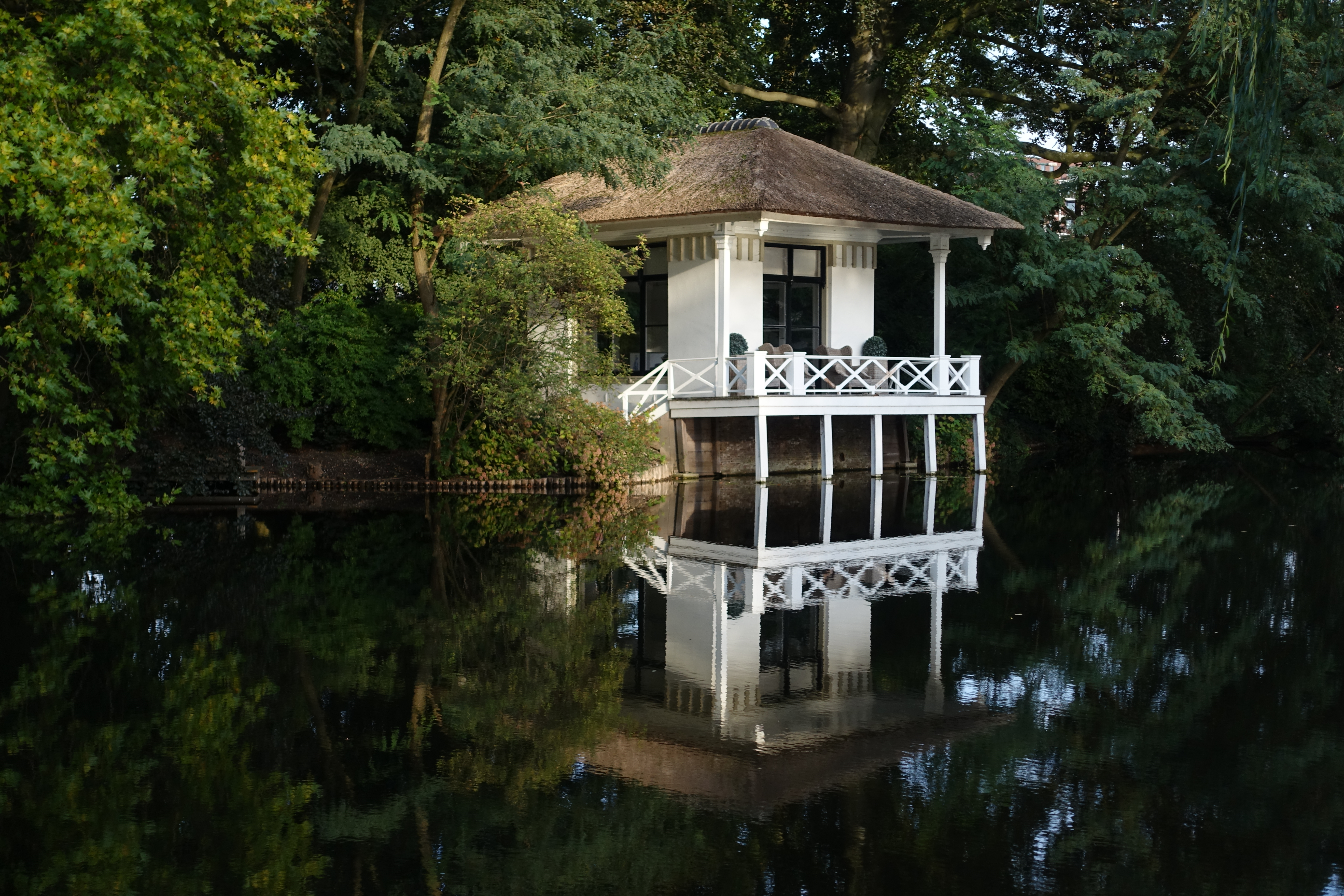

Huis Rijnoord is een rijksmonument aan de rand van het Landgoed Bredius in Woerden. Het witgepleisterde huis heeft een grote tuin en een theehuis dat als blikvanger in de singel staat. De villa is het hoofdhuis van het landgoed.

## Geschiedenis
Het huis werd in 1863 samen met het theehuis gebouwd in opdracht van de Woerdense burgemeester Cornelis Jan Bredius, die er zelf in ging wonen. Daarna ging zijn zoon Jacobus Bredius erin wonen, en toen hij vertrok, bleven zijn twee dochters tot die rond 1880 ook vertrokken. Enige tijd werd het pand verhuurd, terwijl het bijbehorende landgoed als boerenbedrijf werd bewerkt.

## Tuin
De tuin bij het huis is sinds 2010 een monument. In 2014 is de tuin, die een rijksmonument is, weer in de oorspronkelijke staat worden teruggebracht. Omdat de Oudelandseweg bij de renovatie van de Snellerbrug destijds verbreed is, en er een stuk grond van het landgoed is afgesnoept, kan niet alles in de oorspronkelijke staat worden gebracht.